# Deserts Chang
Deserts Chang, de son vrai nom Chiao An-pu (焦安溥), également connue sous le nom de Zhang Xuan, est une auteur-compositeur-interprète taïwanaise née le 30 mai 1981 à Taïwan. 

## Biographie
Née le 30 mai 1981 sous le nom de Chiao An-pu, Deserts Chang vient d'une famille bourgeoise. Son père Chiao Jen-ho est un ancien secrétaire général de Straits Exchange Foundation.
Deserts Chang se lance dans la composition des chansons à l'âge de 13 ans. Son nom de scène représente le mystère de sa personnalité. À 19 ans, après avoir écrit une centaine de chansons et 3 ans d'expérience sur scène, elle obtient un contrat avec Sony Music Entertainment. Son premier album My Life Will sort en 2006, contenant des chansons qu'elle a écrites durant son adolescence. Artiste indépendante, malgré son contrat avec Sony Music Entertainment, elle réalise presque toutes ses chansons avec sa guitare acoustique, qui est son principal instrument de musique. Bao Bei est la chanson la plus téléchargée sur Internet.
En juin 2007, dans la cérémonie du Chinese Music Media Awards à Hong Kong, elle reçoit le prix de la meilleure nouvelle artiste chinoise.

## Discographie
| Titre original     | Titre international        | Année |
| ------------------ | -------------------------- | ----- |
| Maybe I Don't Care |                            | 2005  |
| My Life Will       |                            | 2006  |
| 親愛的…我還不知道  | Dear... I Still Don't Know | 2007  |
| 城市               | City                       | 2009  |
| 神的游戲           | Games We Play              | 2012  |